# Al-Harítiját
Az al-Harítiját (arabul: نادي الخريطيات, magyar átírásban: Nádi al-Harítiját, nemzetközi nevén: Al Kharitiyath SC) egy katari sportegyesület, székhelye a fővárosban Dohában található. 
Labdarúgó-szakosztálya jelenleg a katari élvonalban szerepel.

## Korábbi elnevezések
- 1996–2004: al-Hilal

2004 óta jelenlegi nevén szerepel.

## Története
Az 1996-ban alapított sportklub labdarúgócsapata 2004-ben jutott fel először a katari élvonalba, azonban debütáló évadában utolsó helyen búcsúzni kényszerült. 
Az élvonalba 2008-ban jutott fel ismét, amelynek azóta is tagja.

## Jelenlegi keret
| #  |     | Poszt | Név                     |
| -- | --- | ----- | ----------------------- |
| 1  | QAT | K     | Saeed Nasrullah         |
| 6  | QAT | V     | Turki Aman              |
| 7  | QAT | V     | Naif Al-Khater          |
| 17 | QAT | KP    | Abdul Al-Rahman         |
| 20 | QAT | V     | Faisal Abdul Ghani      |
| 21 | QAT | V     | Sulaiman Terar Al Naser |
| 23 | QAT | V     | Jassim Sultan           |
| 8  | QAT | KP    | Haytham Fathi           |
| 11 | QAT | KP    | Abdullah Baiat          |
| 24 | QAT | V     | Nayef Al Enezi          |
| 16 | QAT | K     | Khalifa Abubaker        |
| 88 | QAT | V     | Moamar Abdulrabb        |

| #  |     | Poszt | Név               |
| -- | --- | ----- | ----------------- |
| 71 | IRQ | CS    | Alaa Abdul-Zahra  |
| 30 | QAT | V     | Shami Hassan      |
| 25 | QAT | CS    | Jaralla Al Marri  |
| 29 | QAT | CS    | Fahad Al Shammari |
| 15 | QAT | KP    | Mohammed Salam    |
| 14 | QAT | KP    | Abdullah Darwish  |
| 18 | MOZ | V     | Dario Khan        |
| 9  | BFA | CS    | Yahia Kébé        |
| 42 | MAR | KP    | Youness Mankari   |

## A klub egykori nevesebb labdarúgói
- Oumar Tchomogo
- Fábio Santos
- Joseph-Désiré Job